# Процес срещу шпионско-вредителска мрежа в минното дело
Процесът срещу вражеска група в противопожарната защита е показен процес през септември 1953 година, организиран от тоталитарния комунистически режим в България срещу група от 13 минни инженери начело с Димитър Буров (1904 – 1985), син на банкера Иван Буров.
Процесът е част от поредица пропагандни дела на режима, с които той се опитва да се оправдае за провали в различни области на управлението, хвърляйки вината за тях върху предполагаеми активни действия на политически враждебни „вредителски групи“. Повод за процесът срещу минните инженери е кризата с производителността в добивната промишленост, лошите условия на труд и свързаният с тях недостиг на работници и поредица от тежки производствени аварии с човешки жертви.
Следствието се води срещу 19 души (сред тях освен Буров е и друг известен бизнесмен от предкомунистическия период – Тодор Губиделников), но един от тях умира при „неизяснени обстоятелства“ още по време на разследването, а обвинени са 13. Според обвинението британското разузнаване вербувало за свои агенти Губиделников (през 1929 година) и Буров (през 1935 година) и след установяването на комунистическия режим ги използвало, за да намаляват целенасочено продукцията на своите мини. След национализацията те организирали цяла мрежа от свои бивши служители, които под прикритието на случайни грешки и неспазване на технологичната дисциплина саботирали „народното стопанство“ и това става причина въгледобивът да не успява да достигне предвоенното производство, а 16% от продукцията му е напълно неизползваема. Обвиняемите са сочени за виновни както за забавянето на разработване на нови рудници, така и за прибързаното им пускане в експлоатация.
Димитър Буров е осъден на смърт, но през 1954 година присъдата му е заменена с 20 години затвор. Останалите 12 обвиняеми получават присъди между 10 и 20 години затвор.